# Krupp-AEG ME 1500
Die Diesellokomotive ME 1500 wurde von Krupp und AEG im Jahr 1964 auf eigene Rechnung als dieselelektrische Prototyp-Maschine gebaut, weil man den Anschluss an den Lokomotivmarkt im Ausland nicht verpassen wollte. Nach einem Umbau 1967 wurde die Maschine als DE 1500 bezeichnet. Das Einzelstück war von 1990 bis 2014 als Am 846 033 im Besitz der Schweizerischen Südostbahn (SOB) und wurde dann an die Swiss Rail Traffic AG in Glattbrugg, Schweiz verkauft.

## Geschichte

### Entwicklung
Die Deutsche Bundesbahn hat fast nur dieselhydraulische Lokomotiven wie zum Beispiel die Baureihen V 80 oder V 100 beschafft. Der Markt, den die Bundesbahn der deutschen Lokomotivindustrie bot, war aber eng begrenzt. Im Ausland wurden dieselelektrische Lokomotiven nachgefragt.
Anfang der 1960er Jahre kamen ausreichend leistungsfähige Dioden auf. Das führte 1962 bei Krupp und AEG zu dem Entschluss, eine dieselelektrische Lokomotive für den Export zu entwickeln. Diese Lok sollte universell für Reise- und Güterzüge geeignet sein, einen asymmetrischen Mittelführerstand haben und mit 1500 PS in der mittleren Leistungsklasse angesiedelt sein. Die Höchstgeschwindigkeit sollte 100 km/h betragen. Außerdem sollte trotz des dieselelektrischen Antriebs eine Achslast von nur 14 Tonnen vorhanden sein.
Mit diesen Anforderungen wurde 1964 die ME 1500 von Krupp mit der Fabriknummer 4400 in Essen gebaut. AEG in Berlin lieferte unter der Herstellernummer 8440 die elektrische Ausrüstung zu. Es kamen Gleichstrommotoren zum Einsatz, die über einen Drehstromgenerator über einen Gleichrichter mit Fahrstrom gespeist wurden. Denn mit einem damals üblichen Gleichstrom-Generator wäre die geforderte Achslast nie zu erreichen gewesen. So wurde die ME 1500 leichter als die V 100 und verfügte über 10 % mehr Leistung.

### Zeit in Deutschland

#### Erprobung
Erst zur Jahreswende 1965/66 wurde die ME 1500 erprobt. Ab 21. März 1966 war die ME 1500 leihweise beim Bahnbetriebswerk Soest vor leichten Eilgüterzüge zwischen Hamm, Hagen und Münster im Einsatz. Schon am 14. Juli desselben Jahres kam sie zum Bahnbetriebswerk Hagen-Eckesey. Dort war sie für Eil-, Personen- und Güterzüge vorgesehen. Es traten allerdings Probleme mit der zuerst vorhandenen Kombination von Generator und Getriebe auf, die sich als nicht bahnfest erwies. Ersetzt wurde sie 1967 durch einen moderneren Drehstromgenerator. Das Getriebe zwischen Motor und Generator entfiel. Nach diesem Umbau wurde die Lokomotive als DE 1500 bezeichnet.

#### 201 001-5 der DB
Ab Januar 1968 kam die Maschine mit der computergerechten DB-Nummer 201 001-5 zum Bw Hamm. Eingesetzt wurde sie vor Personen- und Güterzügen, wo sie sich bewährte. Dort blieb sie bis zum 31. Mai 1969. Darauf wurde sie nochmals kurz im Bw Hagen-Eckesey stationiert, bis sie am 17. September 1969 zur Westfälischen Landeseisenbahn überging.

#### DE 0901 der WLE
Die Westfälische Landeseisenbahn (WLE) mietete die Lok zunächst an und bezeichnete sie als DE 0901. Eingesetzt wurde sie im Güterzugdienst auf der Strecke Warstein–Lippstadt–Beckum, die Steigungen mit 25 ‰ aufwies. Die Maschine bewährte sich wiederum. Sie konnte im gleichen Plan wie die vorhandenen dieselhydraulischen Loks mit 2 × 800 PS mitlaufen, und sie besaß einen guten Schleuderschutz. Zum 1. November 1971 kaufte die WLE die Lok. Zwischen dem 5. Januar und 9. August 1974 wurde durch das Unternehmen Reuschling in Hattingen eine Hauptuntersuchung mit Reparaturen durchgeführt. Dabei erhielt sie auch ein erhöhtes Führerhaus für eine bessere Rundumsicht. Der Betrieb war allerdings von ein paar Unfällen überschattet: Am 20. September 1975 entgleiste die Lok zwischen Lippstadt und Warstein. Am 27. Februar 1979 wurde sie bei einem Zusammenstoß auf einem ungesicherten Bahnübergang beschädigt. Immerhin erbrachte sie bei der WLE eine Laufleistung von 357.577 km. Die Lok wurde bei der WLE manchmal auch vor Personen-Sonderzügen wie zum Beispiel denen der DGEG verwendet.

#### VE 151 der DEG
Im August des Jahres 1981 kaufte die Deutsche Eisenbahn-Gesellschaft (DEG) die Lok und betrieb sie bei der Teutoburger Wald Eisenbahn (TWE) mit der Bezeichnung VE 151. Dort wurde sie allerdings ein Jahr später durch die VE 152, eine MaK DE 1002 ersetzt. Die VE 151 wurde abgestellt. Die DEG führte am 15. April 1983 die Hauptuntersuchung durch und erhöhte das Dienstgewicht um sieben Tonnen. Auch erhielt die Lokomotive eine neue Farbgebung im Schema der DEG. Am 24. Juni 1983 wurde sie nach Farge überführt und von da an bei der Farge-Vegesacker Eisenbahn verwendet. Im Frühjahr 1990 wurde die Lok wiederum abgestellt und vorübergehend zur TWE überführt. Dort wurde sie über einen Lokhändler an die Schweizer SOB verkauft.

### Zeit in der Schweiz

#### Anschaffung der VE 151
Da bei der SOB umfangreiche Oberbauerneuerungsarbeiten anstanden, suchte sie Ende der 1980er ein geeignetes, nicht vom Fahrdraht abhängiges Triebfahrzeug. Dies musste im Stande sein, einen Bauzug auf den 50 ‰ Steigungen zu befördern. Das zu der Zeit stärkste Fahrzeug dieser Art, der Tm 33 der SOB von 1983, konnte etwas mehr als 100 Tonnen bergwärts befördern. Für die anstehenden Arbeiten war das zu wenig. Auch hatte die SZU Interesse daran, bei Bedarf eine solche Maschine zu mieten, um den Unterhalt der Uetlibergbahn effizienter zu gestalten.
Weil schon von Anfang an klar war, dass das Fahrzeug keine größere Laufleistung erbringen wird, war aus wirtschaftlichen Gründen der Erwerb eines Neufahrzeug ausgeschlossen. Deshalb begann man sich nach einem geeigneten Gebrauchtfahrzeug umzusehen. Durch Zufall erfuhr man, dass die bei den Teutoburger Wald-Eisenbahnen abgestellte Diesellokomotive VE 151 zu verkaufen sei. Die SOB-Mitarbeiter untersuchten die Lokomotive vor Ort und stellten fest, dass sie in ihren damals rund 25 Betriebsjahren nur eine halbe Million Kilometer gefahren war. Der Maschine befand sich auch in einem baulich guten Zustand, obwohl sie ziemlich verschmutzt war. Man einigte sich auf eine Vorführfahrt. Dabei brach schon nach drei Kilometern im Zylinder 8 Kühlwasser ein. Der Dieselmotor musste zumindest komplett überholt werden, wenn er denn überhaupt noch zu reparieren gewesen wäre. Trotzdem wurde man sich einig, und die Lokomotive wurde im August 1990 über einen Vermittler gekauft. Anfang September wurde sie in Güterzügen nach Wädenswil überführt.

#### Umbau zur Am 846 461-2
Es waren die folgenden Punkte in Ordnung zu bringen:
- Bei der Lokomotive war die Frist abgelaufen.
- Für die Verwendung auf Steilstrecken bis 80 ‰ eine Anpassung der Bremssysteme unumgänglich.
- Der stark beschädigte Dieselmotor konnte mangels Ersatzteilen nicht mehr wirtschaftlich vertretbar repariert werden. Deshalb wurde er ausgetauscht.

Deshalb erhielt die Diesellokomotive eine R5 (Totalrevision).
Im August 1991 wurde mit dem Zerlegen der Maschine begonnen. Der Umbau war Anfang 1993 fertiggestellt, so dass die Maschine an der Medienorientierung am 19. Mai 1993 die erste Nutzfahrt durchführen konnte. In der Zeit danach wurden noch Probefahrten zum Einstellen der Dieselmotorsteuerung durchgeführt. Seit dem 27. August 1993 ist die Maschine wieder offiziell durch die Behörden mit der Bezeichnung Am 846 461-2 abgenommen. Später wurde in Hinblick auf die Fusion der SOB mit der Bodensee-Toggenburg-Bahn, kurz BT, die Nummer geändert. Die neue Nummer ist Am 846 033-9.
Da die SOB für die Lok mit der Zeit nur noch wenig Einsatzmöglichkeiten sah, fristete die gut erhaltene Maschine ein eher bescheidenes Dasein. So verbrachte sie die meiste Zeit vor dem Depot Samstagern und war nur noch selten im Einsatz zu sehen. Mitte 2014 erworb das private EVU Swiss Rail Traffic AG aus Glattbrugg die Maschine, um sie für Testfahrten, Rangierarbeiten oder Baustellendienste einzusetzen.

## Technik

### Ursprüngliche Ausführung der ME 1500

#### Generatoren
Anfang der 1960er gab es noch keinen brauchbaren Drehstromgenerator, der mit ausreichend hoher Leistung und Frequenz im Bereich der Drehzahlen von 600 bis 1500/min des eingebauten Maybach-Motors so arbeiten konnte, dass die Fahrmotoren mit ausreichend welligem Gleichstrom versorgt wurden. Aus diesem Grund wurde zwischen dem Dieselmotor und dem Generator ein 1:4 Übersetzungsgetriebe installiert, welches die Drehzahl des Diesels auf eine Drehzahl von 2400 bis 6000/min für den Generator erhöhte. Dafür wurde ein Planetengetriebe der Bauart Krupp-Stöckicht verwendet. Das Getriebe und der erste Generator war sehr störungsanfällig. So musste in kurzer Zeit ein anderer verbesserter Generator entwickelt werden. 1967 wurde der modernere AEG Drehstrom-Synchrongenerator der Bauart DBL 570/41/12 mit einer Dauerleistung von 980 kVA eingebaut. Der erfüllte die Anforderungen und konnte ohne das Getriebe direkt mit der geringeren Motorendrehzahl betrieben werden. Durch den Wegfall des Getriebes konnte das Mehrgewicht des Generators kompensiert werden. Beim zweiten Generator war die Erregermaschine in diesen integriert.

#### Gleichrichter
Eine Pioniertat beim Bau der ME 1500 war die Verwendung der neuen Silizium-Gleichrichter, die erst in den 1960ern mit ausreichender Leistungsfähigkeit verfügbar waren. Um alle Betriebszustände zu beherrschen, waren je Phase eine Parallelschaltung von 2 mal 4 Dioden-Elementen  notwendig und eine Serienschaltung von zwei Gruppen je Phase notwendig (Sechsspuls-Brückenschaltung mit je zwei Elementen pro Strang). Jedes Drehgestell besitzt eine eigene Gleichrichtergruppe, die jeweils die beiden parallel geschalteten Fahrmotoren speist.

#### Fahrmotoren
Bei den Fahrmotoren handelt es sich um insgesamt vier nicht kompensierte Reihenschluss-Vollpol-Tatzlagermotoren, welche mit welligem Gleichstrom versorgt werden. Jeder Motor treibt eine eigene Achse über ein geradverzahntes Getriebe an. Die Motoren sind fremdbelüftet und nach Klasse H isoliert. Dies erlaubt der Lokomotive auch bei geringen Geschwindigkeiten lange eine große Leistung zu erbringen, da die Kühlung nicht von der Drehzahl der Motoren abhängt. Genau dieser Punkt war später ein Entscheidungskriterium der SOB für den Kauf, da sie dadurch als Bauzuglokomotive auf den Steilstrecken geeignet ist. Denn hierbei ist über längere Zeit eine große Zugkraft im niedrigen Geschwindigkeitsbereich erwünscht.

#### Schleuderschutz
Um das Schleudern (Durchdrehen) der Radsätze durch die Entlastung des entsprechend der Fahrtrichtung vorne laufenden Drehgestelles zu vermindern,  wird für die beiden darin eingebauten Motoren die Klemmenspannung reduziert. Dies geschieht durch Zuschalten einer Dreiphasen-Drosselspule vor der Gleichrichtergruppe des entsprechenden Drehgestells. Diese Drossel bewirkt einen von der Drehzahl abhängigen Abfall der Spannung, ohne den Strom und damit das Drehmoment zu reduzieren. Auch die beiden Motoren des hinteren Drehgestells werden nicht negativ beeinflusst. Daneben kann das Schleudern durch die Regelelektronik verhindert werden. Diese überprüft, ob alle vier Fahrmotoren einen annähernd gleichen Ankerstrom und damit das gleiche Drehmoment haben. Schleudert nun eine Achse, vermindert sich der Ankerstrom, denn die zu leistende Arbeit (Drehmoment) wird ja bei der durchdrehenden Achse kleiner (höhere Drehzahl = kleinerer Ankerstrom). Durch diesen Ankerstrom-Vergleich wird bei einer zu großen Differenz der Erregerstrom von der Synchronmaschine des Generators reduziert. Damit sinkt die erzeugte Spannung solange, bis alle vier Fahrmotoren wieder die gleichen Ankerströme erreicht haben. Dies führt automatisch zu einem Abfall des Drehmoments bei allen Motoren, die Drehzahl gleicht sich an und damit wird fast immer das Schleudern beendet. Danach regelt die Steuerung sich selbsttätig wieder auf den vom Führerstand aus eingestellten Sollwert hoch. Nur bei Haftproblemen wie beispielsweise durch Öl auf den Schienen hat diese Regelart Probleme. Sie ist allerdings sehr gut dafür geeignet, das Schleudern bei zu schnellem Anfahren zu unterbinden. Beim Schleudern leuchtet auch eine Meldelampe im Führerstand auf. Die zeigt dem Lokomotivführer, dass er den Sander betätigen soll, um so die Haftung zwischen Schiene und Rad zu erhöhen, was ja die Schleuderneigung mildert. Diese Technik hat sich im Betrieb bewährt und wurde beim Umbau in die Am 846 461-2 so übernommen.

#### Bremsanlage
Als elektrische Bremse wurde eine fremderregte Widerstandsbremse mit einer Leistung von 850 kW eingebaut. Damit wurde eine Bremskraft am Rad von 7,36 kN erreicht. Die Bremswiderstände wurden in der Frontwand des großen Vorbaus eingebaut und befanden sich im Abluftstrom des Dieselmotorventilators. Da die Belüftung der Bremswiderstände nicht optimal war, wurden sie immer wieder beschädigt.
Die weitere Bremsanlage bestand aus einer direkten und einer automatischen Bremse der Bauart Westinghouse. Als Feststellbremse war eine vom Führerstand aus betätigte Handbremse vorhanden die über Seilzüge auf das Bremsgestänge wirkte. Die Feststellbremse war nur zum Sichern der stillstehenden Lokomotive ausgelegt und leistungsschwach. Es wurden keine Bremsgestängesteller eingebaut, das Klotzspiel konnte nur durch Stellschrauben eingestellt werden.

#### Kühlung
Die Ventilatoren der Fahrmotoren und der Kühler des Dieselmotors werden hydrostatisch angetrieben. Die dafür notwendige Ölpumpe wird direkt von der Kurbelwelle des Dieselmotors angetrieben. Die Drehzahlregulierung der unterschiedlichen Lüfter erfolgt über Regler, die temperaturabhängig arbeiten.

#### Weitere Nebenaggregate
Auch der Druckluftkompressor wurde direkt vom Dieselmotor angetrieben. Im kurzen Vorbau der Lokomotive war eine Dampfheizung für Reisezugwagen installiert.
Da der Dieselmotor elektrisch gestartet wird, sind leistungsfähige Akkus eingebaut.

### Umbau 1993

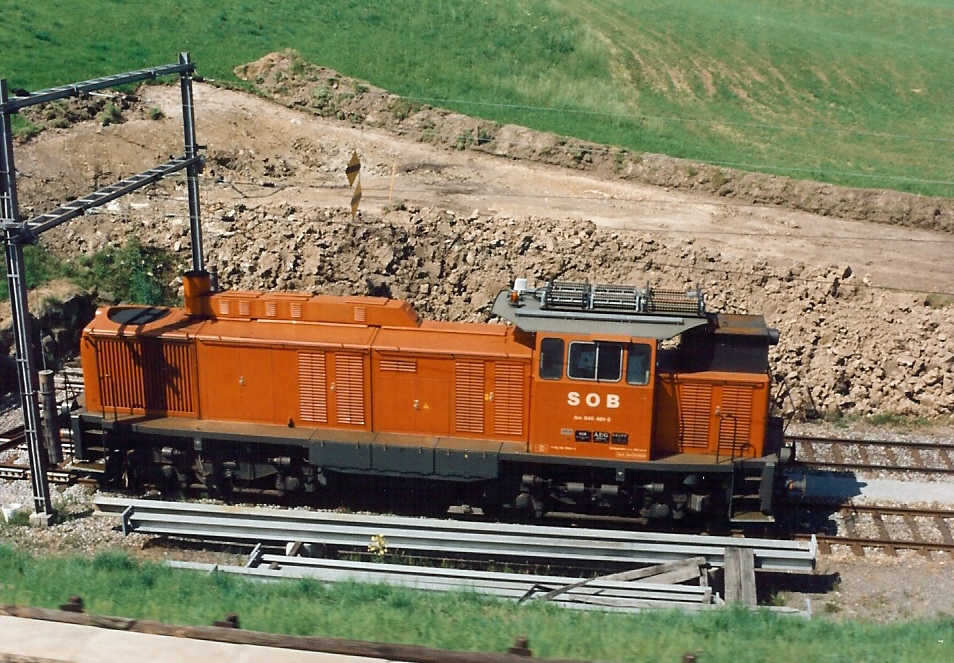
Die Am 846 641-2 nach dem Umbau mit dem großen Bremswiderstandlüfter

Bei der umfassenden Revision wurde die Lokomotive in ihre Einzelteile zerlegt, die grundlegend überarbeitet wurden. Wo dies nicht mehr möglich war, sind ersatzweise bei der SOB vorhandene Teile verwendet worden.

#### Austausch des Dieselmotors
Der Dieselmotor war so stark beschädigt, dass sich eine Reparatur mangels geeigneter Ersatzteile nicht mehr lohnte. Ersetzt wurde er durch einen Viertakt Caterpillar-Motor der Serie 3512, der nach einer Ausschreibung beschafft werden konnte. Dieser hat im Gegensatz zum alten Motor einen gemeinsamen Kühlwasserkreislauf für Motorblock, Ladeluftkühler und Abgasturbolader und er passte zusammen mit dem Generator auch so in den Vorbau, dass keine großen konstruktiven Änderungen an dem mechanischen Teil der Lokomotive erforderlich waren. Im Gegensatz zum Maybach-Motor arbeitete der Anlasser aber nicht mehr mit 110 Volt, sondern nur mit 32 Volt. Eine andere Version des Anlassers war nicht lieferbar. Allerdings ist dem Motor ein leistungsfähiger Alternator (Gleichstrom-Generator) für 32 Volt angebaut. Deshalb besitzt die Maschine jetzt zwei Steuerstromkreise: Einen 32-Volt-Stromkreis für den Motor und dessen Steuerungselektronik und einen 110 Volt Stromkreis für die unveränderten elektrischen Bauteile. Wegen der geänderten Steuerspannung des Motors mussten auch die Wechselrichter für die Elektronik ersetzt werden. Das ist aber ein Vorteil, denn so hat die Lokomotive moderne Wechselrichter mit besserem Wirkungsgrad bekommen, die sicher einige Zeit keine Probleme bereiten werden.

#### Elektrische Widerstandsbremse
Die elektrischen Bremswiderstände wurden von der Frontwand des großen Vorbaus entfernt und in den kleinen Vorbau versetzt. Durch den Ausbau der Dampfheizung gab es da genügend Platz. Daneben wurden noch einige Bremswiderstände auf dem Führerstandsdach montiert. Man wollte eine erhöhte Bremsleistung von ca. 1000 kW bekommen. Bei der Abnahme hat man 983 kW eingetragen. Es wurden Bremswiderstände von Abbruchfahrzeugen verwendet. Für die Belüftung der Widerstände im kleinen Vorbau wurde zunächst der Ventilator von der ehemaligen Kühlanlage des Ladeluftkühlers verwendet und in einem höheren, gut erkennbaren Lüfterturm auf den bisherigen Vorbau gesetzt. Der Ventilator wurde aber später ersetzt und der Vorbau erhielt wieder sein ursprüngliches Aussehen.

#### Führerstand
Der Führerstand konnte der Bm 4/4 der SBB angeglichen werden. Dabei wurden die deutschen Bedienelemente mit schweizerischen aus Abbruchfahrzeugen ersetzt. Somit ist es nicht notwendig die Lokomotivführer lange auf dieser Diesellokomotive auszubilden, wenn sie die Bm 4/4 beherrschen.

#### Apparatekästen
Für die Apparategruppe der elektrischen Leitungsübertragung war keine Neudisposition notwendig und konnten an ihren Originalplätzen belassen werden.
Durch den Bremsumbau war allerdings eine Neudisposition der pneumatischen Bauteile notwendig. Die gesamte Druckluftverteilung und Steuerung der pneumatischen Bremse wurde auf einer neuen Gerätetafel nach Empfehlung der UIC zusammengefasst.

#### Bremsanlagen
Die Bremsanlagen wurden neu aufgebaut, weil nur so eine Steilstreckentauglichkeit zu erreichen war. Der übernommene Kompressor, der direkt vom Dieselmotor angetrieben wird, hat im Leerlaufbereich des Dieselmotors zu wenig Schöpfleistung. Da der 110-Volt-Teil-Generator noch genügend Leistungsreserven durch den Wegfall der Dieselmotorversorgung hat, wurde ein zusätzlicher, elektrisch betriebener Kolbenkompressor eingebaut. Somit ist auch bei Stillstand der Lokomotive im Leerlauf, was im Baubetrieb recht oft vorkommt, eine genügende Luftversorgung garantiert. Aus diesem Grund konnte auch eine Druckluftspeiseleitung (Hochdruckleitung 10 bar) für den Zug eingebaut werden. Die Führerbremsventile für die direkte und automatische Bremse wurden durch solche der Bauart OKE ersetzt. Das Steuerventil der automatischen Bremse ist als Personenzugbremse ohne Umstellvorrichtung ausgelegt. Die bisherige Feststellbremse war völlig ungenügend für das neue Einsatzgebiet. Deshalb montierte man vier Bremszylinder mit Federspeichersystem. Somit wird beim Ausfall der Druckluftbremse noch immer jedes Rad gebremst. Es wurden auch Gestängesteller für ein automatisches Einstellen des Klotzspiels in die Bremsgestänge eingebaut.
Da für den Einsatz auf einer Strecke mit einer Steigung größer 60 ‰ ein zweites unabhängiges Bremssystem gefordert wird, wurden Magnetschienenbremsen installiert. Sie sind vom gleichen Typ wie bei den damals neu ausgelieferten Triebwagen Be 4/4 21–28 der Uetlibergbahn.

#### Änderungen Höchstgeschwindigkeit und Zugkraft
Die Diesellokomotive wurde vom schweizerischen Bundesamt für Verkehr nur noch für eine Höchstgeschwindigkeit von 80 km/h in der Zugreihe A zugelassen, was aber für ihr Einsatzgebiet vollkommen ausreichend ist. Geschleppt sind immer noch 100 km/h zulässig. Die Normlast ist von der Einsatzdauer und Geschwindigkeit abhängig. So ist es erlaubt, auf 50 ‰ Steigung während 10 Minuten und 15 km/h 240 t zu befördern, dieser Wert fällt auf 180 t bei 30 Minuten und 25 km/h. Bis 6 ‰ kann sie in allen Geschwindigkeitsbereichen maximal 1200 t befördern. Das bedeutet: Am Gotthard mit den 28 ‰ wären es 410 t – 345 t. Im Vergleich zu anderen schweizerischen vierachsigen Diesellokomotiven gehört dies mit zu den höchsten Werten. 